# Arty Froushan
Artemas Bolour-Froushan (Hartford, Connecticut, 16 de abril de 1993), conocido como Arty Froushan, es un actor estadounidense.

## Familia y educación
Froushan nació y creció en Connecticut, Estados Unidos. Su padre es el poeta iraní Abol Froushan, emigrado al Reino Unido, y su madre es francesa.
Froushan fue a St. Paul’s, en Londres, y estudió en la Universidad de Oxford Francés y literatura. Tras graduarse en 2015, tomó clases de interpretación en la London Academy of Music and Dramatic Art.
En televisión, Froushan ha protagonizado Carnival Row desde 2019 y también apareció en La casa del dragón en 2022, entre otras. Sobre el escenario, protagonizó Leopold City de Tom Stoppard en 2021 en el Reino Unido y en 2022 en Nueva York.

## Filmografía
- 2019: Knightfall (2 episodios)
- 2019-2023: Carnival Row como Jonah Breakspear
- 2020: Strike Back (2 episodios)
- 2022: La casa del dragón (2 episodios)
- 2023: The Persian Version
- 2024: Daredevil: Born Again